# Грель, Пирмин
Пирмин Грель (нем. Pirmin Grehl; род. 1977, Родальбен) — немецкий флейтист.
Учился в Высшей школе музыки Карлсруэ, затем в Берлинской Высшей школе музыки имени Эйслера у Жака Зона. В 2002 году выиграл Международный конкурс имени Карла Нильсена в Оденсе. С 2002 года — солист Берлинского симфонического оркестра, с 2005 года преподаёт в Высшей школе музыки имени Эйслера. Концертировал с ведущими оркестрами Германии.